# NGC 5130
NGC 5130 este o galaxie lenticulară situată în constelația Fecioara. A fost descoperită în 1886 de către Ormond Stone⁠(d). Se află la o distanță de 57,81 de megaparseci de Pământ.